# Kateřinky (Liberec)
Kateřinky (niem. Katharinberg bei Reichenberg) – XVII. część miasta ustawowego Liberec. Znajduje się w północno-wschodniej części miasta, około 3,5 km od centrum Liberca. Rozciąga się głównie w Kateřinské údolí, wzdłuż Czarnej Nysy.